# Eugeniusz Zak

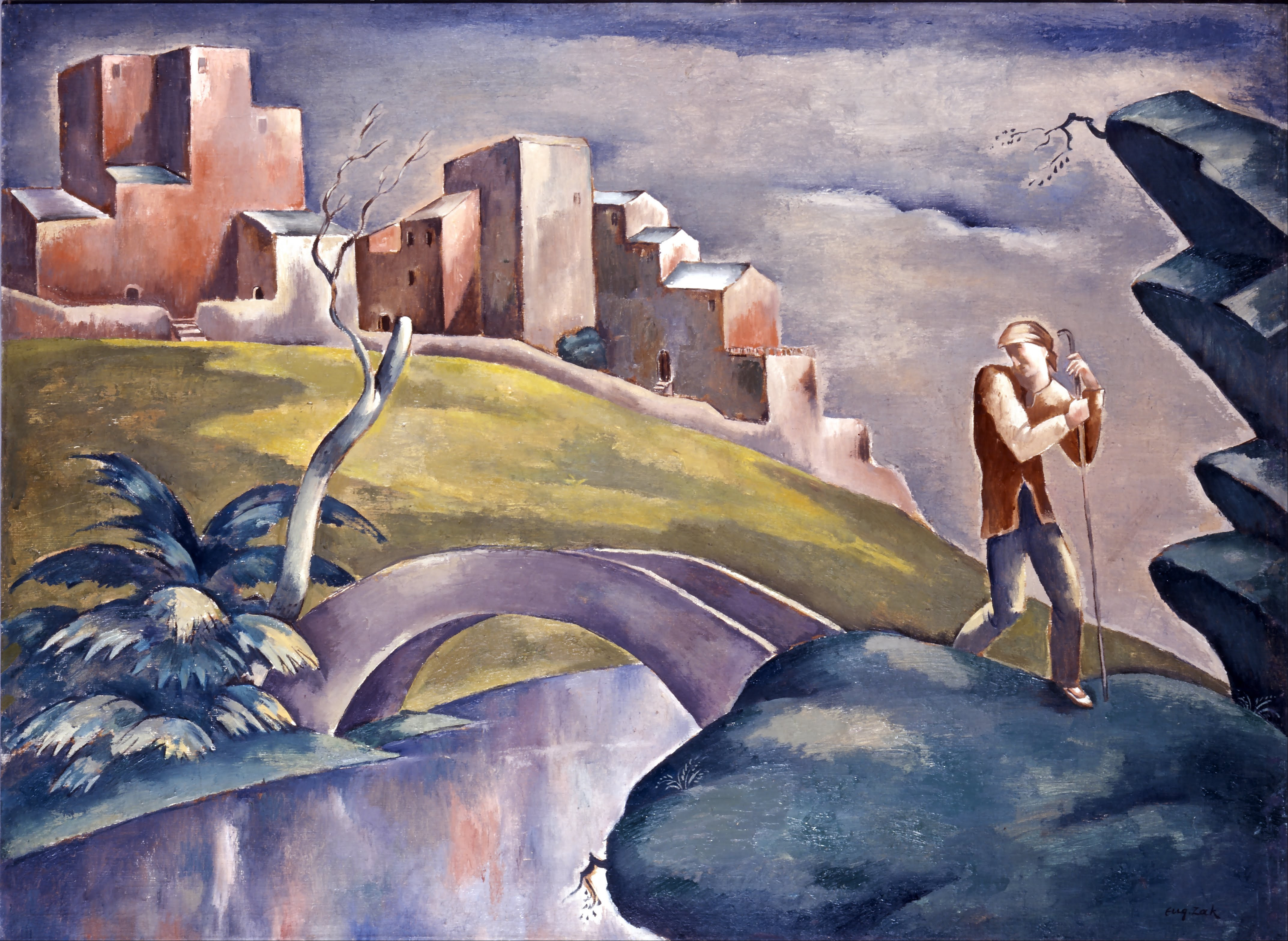
Cảnh với người đi lang thang

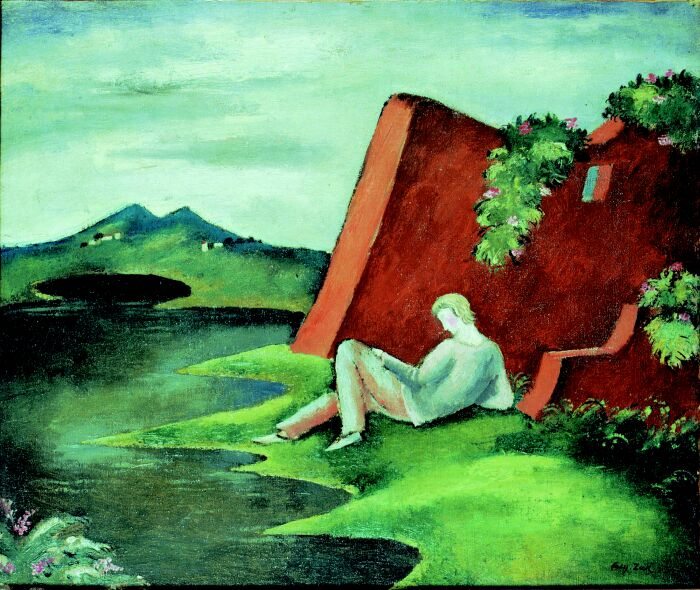
Phong cảnh bình dị

Eugeniusz Zak (15 tháng 12 năm 1884 – 15 tháng 1 năm 1926), còn được gọi là Eugène Zak và Eugene Zak, là một nghệ sĩ Ba Lan.

## Đời sống
Eugeniusz Zak sinh ra trong một gia đình Do Thái ở Mogilno, Minsk Governorate (ngày nay là Belarus). Khi còn là một cậu bé, ông chuyển đến Warsaw, nơi ông tốt nghiệp từ một trường trung học không cổ điển. Năm 1902, ông đến Paris để thực hiện các nghiên cứu, đầu tiên là tại École des Beaux-Arts trong xưởng vẽ của bậc thầy lâu đời về học thuật Jean-Léon Gérôme, và sau đó tại Académie Colarossi trong xưởng vẽ của Albert Besnard. Năm 1903, ông đến Ý và cuối năm tới Munich, nơi ông vào một trường tư thục do Anton Ažbe người Slovenia điều hành.
Năm 1904, ông trở lại Paris. Cùng năm đó, buổi ra mắt của ông diễn ra tại Autumn Salon và hai năm sau ông được nhận làm thành viên ban giám khảo trong phần vẽ của viện này. Trong những năm 1906-1908, ông đã thực hiện các chuyến đi đến Brittany (Pont l'Abbé, cùng những nơi khác). Trên sông Seine, ông đã tham gia vào cuộc sống của thuộc địa Ba Lan, tham gia vào Hiệp hội các nghệ sĩ Ba Lan ở Paris, trong số các tổ chức khác. Ông kết bạn với nhiều nghệ sĩ Ba Lan ở đó, bao gồm Roman Kramsztyk, Wacław Borowski, Leopold Gottlieb, Jerzy Merkel, Elie Nadelman, Mela Muter, Tytus Czyżewski và Zygmunt Menkes.
Danh tiếng của ông tăng lên nhanh chóng. Chính phủ Pháp đã mua một trong những bức tranh của ông cho Musée du Luxembourg (1910), ông tổ chức một buổi trình diễn một người tại Galerie Druet (1911), ông đã kết nối với những nhân vật quan trọng của đời sống văn hóa Paris, bao gồm các nhà phê bình Adolf Basler và André Salmon, và ông đã trở thành một thành viên triển lãm của Société Normande de Peinture Moderne. Năm 1912, ông trở thành giáo sư tại Académie de La Palette. Năm 1913, ông kết hôn với một họa sĩ mới bắt đầu Jadwiga Kon, người quản lý Galerie Zak nổi tiếng sau khi ông qua đời. Từ năm 1914 đến năm 1916, ông ở lại miền nam nước Pháp (Nice, St Paul-de-Vence, và Vence), và cũng đến thăm Lausanne ở Thụy Sĩ.
Năm 1916, ông cùng gia đình trở về Ba Lan, định cư tại quê hương Częstochowa của vợ. Ông liên kết với các Formists. Sau những chuyến thăm thường xuyên đến Warsaw, ông đã cộng tác với các thành viên tương lai của Rhythm, một nhóm do ông đồng sáng lập vào năm 1921. Năm 1922, ông rời Ba Lan đến đây. Đầu tiên, ông đến Đức, nơi ông đã được biết đến và quý trọng trước Thế chiến thứ nhất. Ông đến thăm Berlin và sau đó là Bonn, nơi ông thực hiện nhiệm vụ trang trí nội thất biệt thự của kiến trúc sư Fritz August Breuhaus bằng tranh. Ông hợp tác với Deutsche Kunst und Dekoration định kỳ, xuất bản các bài báo về một số nghệ sĩ thân thiết với ông. Năm 1923, ông định cư một lần nữa tại Paris, nơi ông cùng với những người bạn của mình là Zygmunt Menkes và Marc Chagall. Danh tiếng nghệ thuật ngày càng tăng và những thành công về tài chính của ông đột ngột kết thúc khi ông qua đời vì một cơn đau tim ở Paris, ở tuổi 41. Ông đã không sống để tiếp quản khoa hội họa do Học viện Mỹ thuật, Cologne, Đức cung cấp cho ông. 

## Công việc

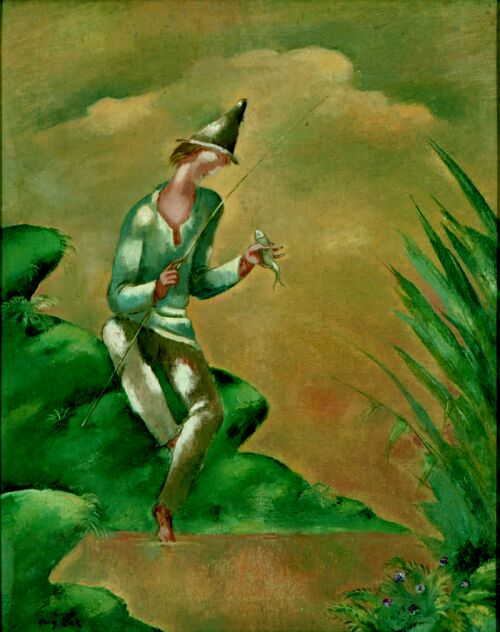
Ngư dân

Ngay từ đầu, Żak đã thể hiện khí chất nghệ thuật của mình thông qua việc ứng dụng đường nét một cách tinh vi, trong các bức chân dung sang trọng của mình với các tác phẩm của Leonardo, Botticelli, Holbein và Dürer. Trong giai đoạn đầu của sự nghiệp, ông đã tiếp cận phong cách của Nabis, thông qua việc thao tác các khu vực phẳng, được bao bọc trong các đường viền riêng biệt và màu sắc nhạt, hơi mờ. Trong một khoảng thời gian ngắn, ông đã khuất phục - giống như rất nhiều đồng nghiệp người Paris của mình - trước chủ nghĩa kỳ lạ và bầu không khí dân gian của Brittany. Ông cũng mượn một số họa tiết nhất định từ đồ sứ Trung Quốc và tiểu cảnh Ba Tư. Ông vẽ cảnh các con phố và đại lộ phía sau của Paris trên sông Seine, và thường xuyên, lấy các chủ đề Tân Ước.
Ngay cả trước Thế chiến thứ nhất, một số sáng tác của ông vẫn phù hợp với truyền thống bình dị được thể hiện qua các tác phẩm của các nghệ sĩ như Nicolas Poussin, Claude Lorrain (được gọi là le Lorraine), Antoine Watteau, và hơn hết là Puvis de Chavannes, người có Người đánh cá nghèo tại Bảo tàng Louvre đã truyền cảm hứng cho một số bức tranh và bản vẽ của Żak. Nghệ sĩ người Ba Lan bắt đầu tăng cường cách điệu các hình bóng và khuôn mặt tượng trưng của mình. Arcadia của Żak, được lấy cảm hứng từ phong cảnh nguyên bản của Ý và miền nam nước Pháp cũng như những cảnh quan của các bậc thầy nghệ thuật châu Âu, là nơi sinh sống của những người có vẻ đẹp lưỡng tính, chắc chắn có liên quan đến niềm đam mê của Żak với thời kỳ Phục hưng. Hình dáng của họ gợi nhớ lại những nét đặc trưng của nghệ thuật Hy Lạp cổ đại, với chiếc mũi thẳng từ trán và đôi mắt có đường viền rõ ràng, trong khi khuôn mặt mang nét uể oải, hoài cổ. Żak, giống như Modigliani, bằng nét vẽ tinh vi và trí tưởng tượng thơ mộng pha chút lãng mạn, đã tạo ra một "loài người" rất đặc biệt chỉ có trong các hình vẽ của ông. 

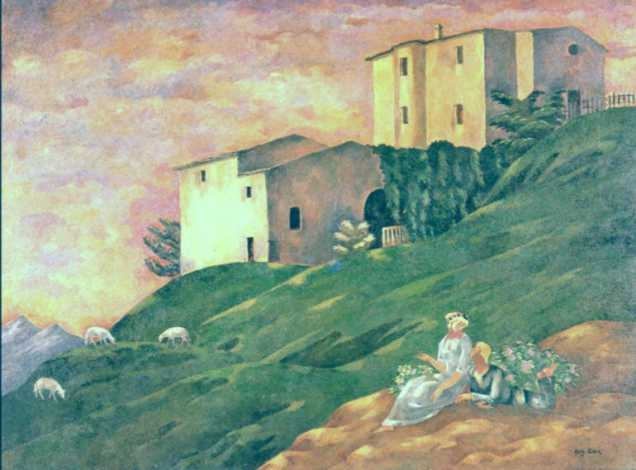
Pastorale

Những ngôi nhà hình khối và những khối đá của ông luôn được tạo nên với một nhịp điệu trang trí. Sự kết hợp tinh tế của màu sắc bị hỏng và cách diễn đạt dè dặt giúp phân biệt những bức tranh này.
Vào khoảng những năm 1917-1920, những người ngoài xã hội, những người cô đơn hoài cổ dành cuộc sống của họ trong các tiệm ăn hoặc nội thất với đồ đạc tồi tàn, đã thay thế những ngư dân trước đó và gia đình, thủy thủ và thương gia của họ. Ở đây chúng ta có một mối liên hệ rõ ràng với xu hướng "khốn khổ" của Pablo Picasso thời trẻ, chẳng hạn như tác phẩm Saltimbanques of the blue của ông. Đồng thời, những chủ đề buồn này được cân bằng bởi các đại diện của các gia đình hạnh phúc trong các cấu hình khác nhau: một người mẹ chơi với một đứa trẻ đang cười, một gia đình chơi với một nhà hát múa rối, v.v. Những bức tranh từ thời kỳ cuối cùng của ông có nhiều ánh sáng và cuộc sống hơn, trong khi họa sĩ không tránh khỏi những bất hòa. Các đường viền hòa tan trên các cạnh của các vùng màu giáp ranh và ánh sáng điểm làm tan chảy các bề mặt của các hình thức cách điệu. Các hình thức của Żak có thể không phong phú, nhưng nó đủ đặc trưng để làm cho các tác phẩm của anh ấy được nhận ra ngay lập tức. Phong cách của ông đã truyền cảm hứng cho nhiều nghệ sĩ Ba Lan tụ tập xung quanh "Rhythm", một nhóm đồng sáng tạo ra phiên bản Art Deco của Ba Lan.
Những bức tranh cuối đời của ông dường như mở ra một chương mới trong cuộc đời của ông: giờ đây ông bắt đầu vẽ dựa trên màu sắc và hiệu ứng họa sĩ của trường phái Ấn tượng (chủ yếu là ở Renoir) từng bị ông coi thường rất nhiều.